# 프란체스카 다 리미니

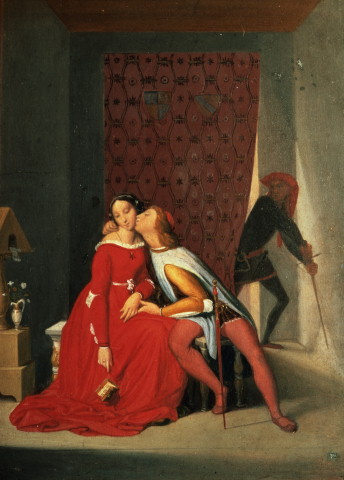
《파올로와 프란체스카》 - 장 오귀스트 도미니크 앵그르 작품.

프란체스카 다 리미니(Francesca da Rimini, ? ~ 1285년) 또는 프란체스카 다 폴렌타(Francesca da Polenta)는 구이도 다 폴렌타의 딸이다. 《신곡》을 포함한 많은 예술 작품의 주제가 되었다.
구이도 다 폴렌타는 말라테스타 가문과 원수 지간이었다. 끝내 화해를 하면서 구이도는 그의 딸 프란체스카를 말라테스타 가문의 장남인 조반니 말라테스타와 결혼시키기로 약속했다. 조반니는 가문의 용감한 후계자였지만 인물이 못생겼다. 프란체스카가 결혼을 거부할 것을 안 구이도는 잘생긴 조반니의 동생 파올로를 프란체스카에게 조반니로 속였다.
프란체스카는 파올로와 사랑에 빠졌지만, 결혼식 다음날 아침에서야 신랑이 조반니로 바뀌어 있는 것을 알아챘다. 프란체스카와 파올로는 몰래 사랑을 나눴고 둘은 조반니에게 들켜 죽임을 당했다.

## 연관된 작품
- 《신곡》(1308-1321), 지옥편 제5곡 - 단테.
- 《파올로와 프란체스카》(1819), 캔버스에 유화 - 장 오귀스트 도미니크 앵그레.
- 《파올로 말라테스타와 프란체스카 다 리미니의 죽음》(1870), 캔버스에 유화 - 알렉상드르 카바넬.
- 교향시 《프란체스카 데 리미니》(1876) - 표트르 일리치 차이콥스키.
- 《키스》(1888), 대리석 조각 - 오귀스트 로댕.
- 비극 《프란체스카 다 리미니》(1901) - 가브리엘 단눈지오.
- 오페라 《프란체스카 다 리미니》(1906) - 세르게이 라흐마니노프.

## 참고 문헌
- The Divine Comedy, Inferno/Commentary. Charles S. Singleton, Princeton University Press, ISBN 0-691-01895-2, 1970.